# Quatrième République (Brésil)
Pour les articles homonymes, voir Quatrième République et États-Unis du Brésil.
 (mai 2014).
Si vous disposez d'ouvrages ou d'articles de référence ou si vous connaissez des sites web de qualité traitant du thème abordé ici, merci de compléter l'article en donnant les références utiles à sa vérifiabilité et en les liant à la section « Notes et références ».
1946–1964
Entités précédentes :
- Estado Novo

Entités suivantes :
- Régime militaire

La Quatrième République (Quarta República en portugais), aussi nommée localement la République populiste (República Populista), la République neuve[réf. nécessaire] (República Nova) ou encore la république de 46 (República de 46) et officiellement nommée la république des États-Unis du Brésil (República dos Estados Unidos do Brasil), est le régime politique que connaît le Brésil entre 1946 et 1964. Il est marqué par l'instabilité politique, neuf présidents se succédant notamment en moins de dix huit ans. 
En 1945, le président Getúlio Vargas est déposé par un coup d'État militaire sans effusion de sang, mais son influence politique reste latente jusqu'à la fin du régime nouvellement mis en place. Pendant cette période, trois partis dominent la vie politique nationale. Deux d'entre eux sont pro-Vargas — le Parti travailliste brésilien (Partido Trabalhista Brasileiro, PTB) à gauche et le Parti social démocrate (Partido social Democrático, PSD) au centre -et un autre anti-Vargas, un parti de droite, l'Union démocratique nationale (União Democrática Nacional, UDN). 